# Coci Michieli
Coci Michieli est un réalisateur, scénariste et monteur yougoslave né le 10 décembre 1915 à Antofagasta (Chili), décédé le 23 août 1967 à Opatija (Yougoslavie).

## Filmographie

### comme réalisateur
- 1951 : Pod slobodnim nebom
- 1951 : Dve price sa jednog izleta
- 1951 : Za njih ne postoje prepreke
- 1952 : Pod senkom Helebarde
- 1952 : Na velikom putu
- 1953 : Srbija pod snegom
- 1953 : novembar 1943
- 1954 : Alojzije Stepinac
- 1956 : Nepoznati vrt
- 1956 : Put prijateljstva - Etiopija
- 1957 : Beogradski sajam
- 1958 : Beograd 39 stepeni u hladu
- 1960 : Vis
- 1961 : I sunce ode u maskare
- 1961 : Idu cete partizana
- 1961 : Leto na Palicu
- 1962 : Pionir
- 1966 : Osam na jednoga

### comme scénariste
- 1952 : Pod senkom Helebarde
- 1956 : Nepoznati vrt
- 1956 : Put prijateljstva - Etiopija
- 1957 : Beogradski sajam
- 1958 : Beograd 39 stepeni u hladu
- 1961 : I sunce ode u maskare
- 1961 : Leto na Palicu
- 1962 : Pionir
- 1966 : Osam na jednoga

### comme monteur
- 1953 : novembar 1943